# Pomah
Pomah is een bestuurslaag in het regentschap Klaten van de provincie Midden-Java, Indonesië. Pomah telt 2741 inwoners (volkstelling 2010).